# In the End: Live & Rare
In the End: Live & Rare – jest to minialbum zespołu rockowego Linkin Park. Został wydany w 2002 roku. Znajdują się na nim utwory z Hybrid Theory, z których trzy są zapisem z koncertu w Londynie.

## Lista utworów
1. "In the End"- 3:36
2. "Papercut"- 3:12 (Live at Docklands Arena)
3. "Points of Authority"- 3:29 (Live at Docklands Arena)
4. "A Place for My Head"- 3:10 (Live at Docklands Arena)
5. "Step Up"- 3:55
6. "My December"- 4:20
7. "High Voltage"- 3:45 (WTC mix)